# Takaši Inui
Takaši Inui (japonsko 乾 貴士), japonski nogometaš, * 2. junij 1988, Šiga, Japonska.
Za japonsko reprezentanco je odigral 36 uradnih tekem in dosegel 6 golov.